# Dimba
Editácio Vieira de Andrade, genannt Dimba, (* 30. Dezember 1973 in Sobradinho) ist ein ehemaliger brasilianischer Fußballspieler.

## Karriere
Dimba tingelte zunächst durch verschiedene zweit- und drittklassige Vereine, bis er 1997, mit vierundzwanzig Jahren, eine Chance beim Erstligaklub Botafogo FR aus Rio de Janeiro bekam. Der Spieler konnte sich aber nicht durchsetzen und verließ den Verein nach eineinhalb Jahren wieder. Die Karriere verlief danach weiter wechselhaft mit Anstellungen bei erst- bis drittklassigen Vereinen. Im Laufe dieser Zeit gewann er einige brasilianische Staatsmeisterschaften. Auch zwei Engagements im Ausland, in Portugal beim Leça FC und in Saudi-Arabien bei Al Ittihad, zählten zu seinen Stationen.
Sein größter Erfolg gelang ihm 2003 beim Goiás EC, als er Torschützenkönig der Série A wurde.

## Erfolge
Botafogo
- Staatsmeisterschaft von Rio de Janeiro: 1997

Bahia
- Staatsmeisterschaft von Bahia: 1999

Brasiliense
- Distriktmeisterschaft von Brasília: 2008, 2009

Ceilândia
- Distriktmeisterschaft von Brasília: 2010, 2012

Auszeichnungen
- Brasilianischer Torschützenkönig: 2003
- Torschützenkönig Copa Centro-Oeste 2002